# 告井孝通
告井 孝通（つげい たかみち、1976年2月1日 - ）は、愛知県出身の音楽プロデューサー、作曲家、編曲家、ギタリスト、マニピュレーター。音楽プロデューサーとして、様々なアーティストへの楽曲提供、編曲・レコーディングを行う一方、ライブではサポートミュージシャンとして幅広く活動。
センチメンタル・シティ・ロマンスのリーダー告井延隆は実父。

## 来歴
高校在学中、クラシック・ギターを約3年間学ぶ。
1996年、喜多郎のローディーとして活動。
1998年、MUSCLE DOGGY GROOVESのギタリストとしてデビュー。
フジロックフェスティバルへの出演やゼブラヘッドなどの海外アーティストの前座をこなす。
2000年より、サポート、編曲、プロデュース業をスタートする。

## ライブ
川本真琴、清田まなみ、鈴木祥子、加藤和樹、メガマソ、植村花菜、佐々木喜英、ミドリカワ書房、高杉さと美、古川雄大、ナスカ、武川アイ、back number、はなわ

## レコーディング
川本真琴、高橋瞳、五島良子、YU-KI、長井秀和、佐川急便CM「福原愛」出演曲、Dew、結城アイラ、ハルカトミユキ、WEST.

## 編曲、プロデュース
FLOW、アフロマニア、井ノ上奈々、川本成（あさりど）、古川雄大、アリス九號.、アンティック-珈琲店-、佐々木喜英、SCREW、メガマソ、ミドリカワ書房、アサミサエ、 SEIZE THE DAY、Split BoB、WEST. 、INNOSENT in FORMAL 、 SPiCYSOL、BLUE ENCOUNT

## 作曲・企画物
- ペルソナライヴにてライブ・マニピュレーターとして参加
- 千葉紗子＝鉄腕バーディーキャラクターソングを作曲・編曲
- 月9「イノセント・ラヴ」サウンドトラックに2曲提供
- ドラマ「魔女裁判」サウンドトラックに7曲提供
- peace alchemyアフガニスタンの子供達へのチャリティーアルバム[joy]統括&楽曲提供
- ジョン・ウィリアム監督映画「一番美しい夏」（全米DVD発売）サウンドトラックに楽曲提供
- μFMの番組タイトル音楽提供
- 永山尚太1stシングル「太陽ぬ花」C/W曲「はだいろのうた」作曲&制作統括
- 「テニスの王子様」キャラクター跡部景吾アルバム「DEEP」作曲・編曲
- スタジオジブリの名曲を「おかあさんといっしょ」の歌手が歌ったアルバム「ジブリといっしょ」編曲担当
- 自然食会社「一響屋」のラジオ及びイベント用音楽制作全般
- つばさレコード企画アルバム[in the scene]編曲3曲
- 日本サプリメントCM「ペプチドエース」音楽製作
- 2021年3月開催の楽天ファッションウィークにてファッションブランド[ADELLY]のショーの音楽全般を務める

## 映像
- 2000年　松崎ナオMV「月と細胞」で役者兼ドラマーとして出演
- 2007年　世にも奇妙な物語春の特別編「才能玉」バンドマンの役で出演